# Західна Сьєрра-Мадре
За́хідна Сьє́рра-Ма́дре (ісп. Sierra Madre Occidental) — гірська система в Мексиці, розташована на західному краю Мексиканського нагір'я. Вважається продовженням Кордильєрів. Довжина хребтів близько 1300 км, ширина 80—200 км, хребти розділені річковими каньйонами глибиною до 200 м. Середня висота гір 1500—2000 м, максимальна — 3150 м (г. Чоррерас). Гори складені докембрійськими метаморфічними породами з чохлом молодших осадових і інтрузіями гранітів, перекритих потужними покривами неогенових лав.
Гірські хребти Західної Сьєрра-Мадре починаються на південному сході американського штату Аризона (на південний схід від Тусона), проходять територією мексиканських штатів Сонори (східна частина), Чіуауа (західна частина), Дуранго, Сакатекас, Агуаскальєнтес та Гуанахуато, де з'єднується з Трансмексиканським вулканічним поясом і переходять в Південну Сьєрра-Мадре.
Відбувається видобуток золота та срібла.

## Екологія
Північна частина Західної Сьєрра-Мадре покрита ксерофітними чагарниками, які на висоті 2000 м змінюються рідкостійними сосновими лісами. У південній частині — твердолистяні та широколисті ліси.